# Neom SC
Neom Sports Club (arabisch: نادي نيوم الرياضي) ist ein saudischer Sportklub mit Sitz in Tabuk, benannt nach der Planstadt Neom. Der Fußballklub spielt in der Saudi Professional League, der höchsten Spielklasse des saudischen Fußballs. Bis 2023 war der Verein unter dem Namen Al-Suqoor Club bekannt.

## Geschichte
Der Verein wurde 1965 unter dem Namen Al-Suqoor Club gegründet. Er spielte hauptsächlich in der dritthöchsten bzw. vierthöchsten Spielklasse. Im Jahr 2011 belegte Al-Suqoor den zweiten Platz und stieg zum ersten Mal in der Vereinsgeschichte in die Saudi First Division auf, der zweithöchste Spielklasse im saudi-arabischen Profifußball. In der folgenden Saison stieg der Verein allerdings umgehend wieder ab. In der Saison 2021/22 besiegte Al-Suqoor im Finale des Aufstiegs-Playoffs der Third Division Al-Qous mit 2:1 und stieg damit in drittklassigen Saudi Second Division auf.
Am 5. Juni 2023 teilte das saudische Sportministerium mit, dass der Fußballclub al-Suqoor in ein Unternehmen umgewandelt wird, welches der Privatgesellschaft NEOM gehört, welche die gleichnamige Planstadt entwickelt. Diese Maßnahme ist Teil eines größeren Plans den Sport in Saudi-Arabien im Rahmen der Saudi Vision 2030 zu entwickeln. Am 24. Dezember 2023 änderte der Club seinen Namen in Neom Sports Club. Am 18. April 2024 gelang mit einem 3:2-Sieg gegen Al-Jubail Club im Aufstiegs-Playoff der Second Division die Rückkehr in die zweithöchste Spielklasse. Neom verpflichtete umgehend eine Reihe von relativ namhaften Spielern, darunter den ehemaligen saudischen Meister Romarinho von Ittihad FC. Als Zweitligameister gelang bereits ein Jahr später der direkte Aufstieg in die Saudi Professional League, die höchste Spielklasse im saudischen Fußball. Als neuer Trainer wurde daraufhin der Franzose Christophe Galtier verpflichtet.

## Kader 2025/2026
Stand: 19. August 2025
| Nr. |               | Position | Name                  |
| --- | ------------- | -------- | --------------------- |
| 1   | Saudi-Arabien | TW       | Mustafa Malayekah     |
| 2   | Saudi-Arabien | AB       | Mohammed Al-Burayk    |
| 3   | Saudi-Arabien | AB       | Fahad Al-Harbi        |
| 4   | Saudi-Arabien | AB       | Fahad Al-Muneef       |
| 5   | Saudi-Arabien | AB       | Mohammed Al-Amri      |
| 6   | Saudi-Arabien | MF       | Abbas Al-Hassan       |
| 7   | Saudi-Arabien | MF       | Salman Al-Faraj       |
| 8   | Mali          | MF       | Abdoulaye Doucouré    |
| 10  | Algerien      | ST       | Saïd Benrahma         |
| 11  | Saudi-Arabien | ST       | Hassan Al-Ali         |
| 13  | Saudi-Arabien | TW       | Muhannad Al-Shehri    |
| 15  | Saudi-Arabien | AB       | Abdulmalik Al-Oyayari |
| 16  | Saudi-Arabien | MF       | Riyadh Sharahili      |
| 17  | Frankreich    | MF       | Saïmon Bouabré        |
| 18  | Saudi-Arabien | MF       | Alaa Hejji            |
| 20  | Saudi-Arabien | ST       | Thamer Al-Khaibri     |
| 25  | Saudi-Arabien | AB       | Faris Abdi            |

| Nr. |                | Position | Name                |
| --- | -------------- | -------- | ------------------- |
| 26  | Agypten        | AB       | Ahmed Hegazy        |
| 27  | Saudi-Arabien  | AB       | Islam Hawsawi       |
| 30  | Guinea-Bissau  | MF       | Alfa Semedo         |
| 33  | Saudi-Arabien  | TW       | Abdulrahman Dagriri |
| 38  | Saudi-Arabien  | AB       | Mohammed Al-Dawsari |
| 40  | Saudi-Arabien  | MF       | Ali Al-Asmari       |
| 44  | Frankreich     | AB       | Nathan Zézé         |
| 49  | Saudi-Arabien  | ST       | Sultan Al-Sawadi    |
| 55  | Saudi-Arabien  | AB       | Mohammed Al-Dossari |
| 58  | Saudi-Arabien  | ST       | Abdulaziz Noor      |
| 71  | Saudi-Arabien  | ST       | Ahmed Abdu          |
| 72  | Elfenbeinküste | MF       | Amadou Koné         |
| 88  | Saudi-Arabien  | TW       | Mohammed Al-Hakim   |
| 91  | Frankreich     | ST       | Alexandre Lacazette |
| 99  | Polen          | TW       | Marcin Bułka        |
|     | Saudi-Arabien  | ST       | Osama Al-Khalaf     |
|     | Saudi-Arabien  | ST       | Nawaf Al-Janahi     |

## Bekannte Spieler
- Salman al-Faraj (2025–)
- Saïd Benrahma (2025–)
- Mbaye Diagne (2024–)
- Alexandre Lacazette (2025–)
- Ahmed Hegazy (2024–)
- Alfa Semedo (2024–)

## Stadion
Der Verein trägt seine Heimspiele derzeit im King Khalid Sport City Stadium in Tabuk aus. Das Stadion hat 12.000 Sitze.

## Frauenfußball und andere Sportarten
Neom SC hat auch ein Frauenfußballteam, welches 2024/25 in der zweitklassigen Saudi Women's First Division League spielt. 2023 gab es 13 verschiedene Sportarten, darunter Fußball, Basketball, Kampfsport und Tischtennis, mit Teams und Trainingsmöglichkeiten für Männer, Frauen und Kinder jeden Alters.